# Modèle Navarro-Frenk-White
Le modèle Navarro-Frenk-White, ou modèle NFW (NFW profile), est une distribution spatiale de matière noire associée aux halos de matière noire identifiés dans les simulations cosmologiques réalisées au milieu des années 1990 par Julio Navarro, Carlos Frenk et Simon White. Le modèle NFW a par la suite été utilisé comme une approximation de la configuration d'équilibre de la matière noire produite dans des simulations de particules de matière noire sans collision faite par de nombreux scientifiques. 
Le profil NFW est l'un des modèles les plus utilisés pour les halos de matière noire. Il semble compatible avec les observations de la Voie lactée et M31.

## Formalisme
Dans le modèle NFW, la densité de matière noire en fonction du rayon est donnée par :
{\displaystyle \rho (r)={\frac {\rho _{0}}{{\frac {r}{R_{s}}}\left(1~+~{\frac {r}{R_{s}}}\right)^{2}}}}
où ρ0 et le rayon d'échelle (Rs) sont des paramètres qui varient de halo en halo.
La masse intégrée à l'intérieur d'un rayon Rmax est :
{\displaystyle M=\int _{0}^{R_{max}}4\pi r^{2}\rho (r)dr=4\pi \rho _{0}R_{s}^{3}\left[\ln \left({\frac {R_{s}+R_{max}}{R_{s}}}\right)-{\frac {R_{max}}{R_{s}+R_{max}}}\right]}
La masse totale est divergente, mais il est souvent pratique de considérer l'extrémité du halo comme étant le rayon viriel, Rvir , calculé à l'aide du paramètre de concentration (c) et du rayon d'échelle : 
{\displaystyle R_{vir}=cR_{s}}
Le rayon viriel est souvent nommé {\displaystyle R_{200}}, et défini comme étant le rayon délimitant la zone où la densité moyenne est 200 fois la densité critique. Dans ce cas, la masse totale dans le halo est :
{\displaystyle M=\int _{0}^{R_{vir}}4\pi r^{2}\rho (r)dr=4\pi \rho _{0}R_{s}^{3}\left[\ln(1+c)-{\frac {c}{1+c}}\right]}
À titre d'exemple, la valeur de c varie entre 10 et 15 pour la Voie lactée, et peut varier de 4 à 40 pour les halos de différentes tailles. 
L'intégrale de la densité au carré est donnée par :
{\displaystyle \int _{0}^{R_{max}}4\pi r^{2}\rho (r)^{2}dr={\frac {4\pi }{3}}R_{s}^{3}\rho _{0}^{2}\left[1-{\frac {R_{s}^{3}}{(R_{s}+R_{max})^{3}}}\right]}
Ce qui signifie que la densité au carré à l'intérieur de Rmax est :
{\displaystyle \langle \rho ^{2}\rangle _{R_{max}}={\frac {R_{s}^{3}\rho _{0}^{2}}{R_{max}^{3}}}\left[1-{\frac {R_{s}^{3}}{(R_{s}+R_{max})^{3}}}\right]}
Qui se simplifie pour le rayon viriel à :
{\displaystyle \langle \rho ^{2}\rangle _{R_{vir}}={\frac {\rho _{0}^{2}}{c^{3}}}\left[1-{\frac {1}{(1+c)^{3}}}\right]\approx {\frac {\rho _{0}^{2}}{c^{3}}}}
et la densité au carré à l'intérieur du rayon d'échelle est simplement :
{\displaystyle \langle \rho ^{2}\rangle _{R_{s}}={\frac {7}{8}}\rho _{0}^{2}}

## Modèles alternatifs
Avant que la matière noire se mette à « virieliser », sa distribution dévie du profil NFW et une structure significative est observée en simulation pendant et après l'effondrement des halos.
Des modèles alternatifs, en particulier le modèle Einasto, ont été capables de représenter des distributions de matière noire de halos aussi bien, voire mieux que le modèle NFW,. 
Contrairement au modèle NFW, qui a une densité centrale divergente (infinie), le profil Einasto a une pente centrale finie (zéro). La résolution actuelle des simulations à N-corps ne permet pas encore de déterminer quel modèle donne la meilleure description de la densité centrale des halos de matière noire.